# Бретань (герцогство)
Герцогство Бретань (фр. Duché de Bretagne) — феодальное владение на северо-западе Франции, земли которого располагались первоначально на территории исторической области, а затем вошли в состав современного французского региона Бретань. Правители носили титул герцогов. В 939 году королевство Бретань захватили норманны, на месте которого основали герцогство Бретань, вассальное Франции. В 1491 году, в результате брака Карла VIII и Анны Бретонской, герцогство стало частью Франции на правах личной унии; в 1532 году окончательно объединилось с королевством Франция, став частью домена.

## География

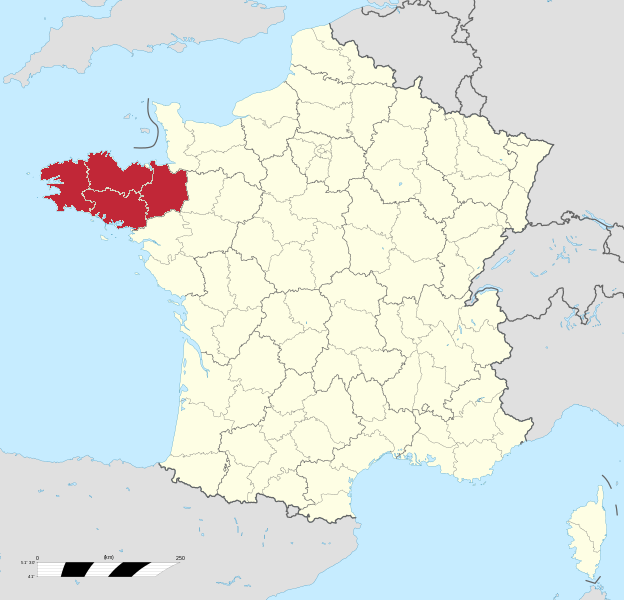
Расположение Бретани на карте Франции

Герцогство Бретань занимало территорию, на котором располагаются современные французские регионы Бретань и Земли Луары (департамент Атлантическая Луара). Традиционно герцогство Бретань делилось на следующие провинции (области, «страны»), соответствующие епархиям: в Нижней Бретани (брет. Breizh Izel) располагались области Леон, Трегор, Корнуай и Ваннская область (фр. Vannetais), тогда как в Верхней Бретани (брет. Breizh Uhel) находились область Сен-Бриё, область Сен-Мало, область Доль, Реннская область и Нантская область. В этих областях правили знатные феодалы или духовенство.

## История

### Образование герцогства
После смерти в 907 году короля Алена I Великого королевство Бретань пало под ударами норманнов. В 913-931 годах Бретань заняли норманны под предводительством Рагенольда (Рогнвальда), Фелекана и Инкона. В 931 году Ален Кривая Борода и Юдикаэль Беранже, граф де Ренн пытались освободить Бретань, но без успеха. В 931—937 годы Вильгельм Длинный Меч, герцог Нормандии, завоевал области Котентен и Авраншен и присвоил себе титул герцога Бретани.

### Управление герцогствомВторым Нантским домом
Ален II Кривая Борода, внук по материнской линии Алена I Великого, старался восстановить разрушенную норманнами Бретань, однако средств на это у него было немного. Кроме того, герцогство Бретань значительно уменьшилось в размерах по сравнению с королевством при правлении Саломона. Ален был вынужден отказаться от Котантена, Авранша и западного Мэна. В 952 году герцог Ален II умер, так и не успев осуществить все свои планы. Новым герцогом Бретани стал его старший сын, Дрого.
Смерть Дрого, произошедшая в 958 году в Анжере при странных обстоятельствах, вызвала кривотолки в Бретани. Некоторые увидели в убийстве руку Фулька II Анжуйского, который стал графом Нанта с 958 до своей смерти. Жители Нанта, обвиняя Фулька в убийстве Дрого, подняли восстание и избрали себе в графы внебрачного сына Алена II по имени Хоэль.
В том же 981 году умер епископ Нанта Готье, и брат Хоэля, Гюереш, направился в Тур для рукоположения в этот сан. Однако пока брат находился в отъезде, Хоэль I был убит по указанию Конана, графа Ренна, и Гюэрешу пришлось возвратиться и принять на себя титулы графа Нанта и герцога Бретани.
Для того, чтобы бороться против Конана I, которого подозревали в организации убийства Хоэля, Гюереш заключил союз с герцогом Аквитании Гильомом IV. Через семь лет после убийства Хоэля I Конан, опасаясь направленного против него Нантско-Анжуйского союза, организовал отравление Гюереша.
После смерти герцога Гюереша его владения унаследовал малолетний сын Ален. Кто был его опекуном — неизвестно. Но уже в 990 году Ален умер от болезни, после чего Конану удалось захватить Нант и присвоить себе титул герцога Бретани.

### Захват герцогстваРеннским домом
Вскоре Конану пришлось столкнуться с графом Анжу Фульком III Неррой, провозгласившего себя защитником интересов Нантского дома. 27 июня 992 года Фульк разбил Конана во второй битве при Конкерей, причём сам Конан при этом погиб. Герцогство Бретань и графство перешло к его старшему сыну Жоффруа I.
В 1008 году Жоффруа I скончался, когда он возвращался из паломничества из Рима. Он оставил двух малолетних сыновей — Алена, герцога Бретани и Эона, графа Пентьевра, поручив над ними опеку Ричарду II, герцогу Нормандии.
В 1040 году Ален III был отравлен норманнами. Так как его единственный сын Конан был ещё несовершеннолетним, то регентом герцогства стал младший сын Жоффруа I Эд, которому было передано графство Пентьевр в качестве апанажа. Конан II не оставил законных наследников, после чего герцогом Бретани был объявлен Хоэль II, первый представитель дома де Корнуай на троне герцогов Бретани.

### Правлениеграфов Корнуая
Хоэль II де Корнуай был мужем Хависы, дочери герцога Алена III и сестры Конана II. Его отцом был Ален, граф Корнуая, а матерью — Юдит, графиня Нанта. Его брак с Хависой состоялся 11 декабря 1066 года, и он также был официально коронован герцогом Бретани, после чего Хоэль и его потомки получили права на герцогство.

Исторические провинции Бретани

Ему наследовал 13 апреля 1084 года старший сын Ален, тогда как графство Нант перешло к его второму сыну Матье. В 1103 году последний скончался, и графство перешло к Алену IV. Он скончался 13 октября 1119 года. Следующим герцогом стал Конан III, сын Алена IV.
Однако перед своей смертью в 1148 году Конан III лишил наследства своего сына Хоэля III и назначил своим преемником своего внука Конана IV, сына его дочери Берты и Алана Чёрного, графа Ричмонда. Конан IV правил под регентством своего зятя Эона де Пороэт, второго мужа Берты. Хоэль III оспаривал права на герцогство у Конана IV и последний был вынужден укрыться в Англии. В 1156 году Генрих II, король Англии, вновь водворил на престоле герцогства Бретань Конана IV.

### Герцогство Бретань в 1156—1221 годах

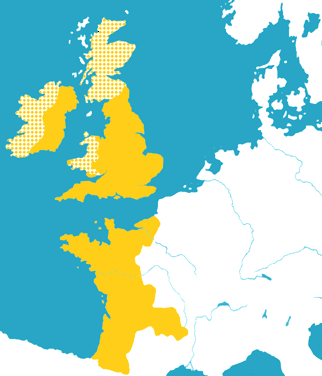
Бретань в составе Анжуйской империи

Во время беспорядков и восстаний среди дворянства Бретани Конан IV попросил короля Генриха II оказать ему поддержку. Последний согласился, с условием, если дочь Конана Констанция выйдет за его сына Жоффруа. Под давлением Генриха II Конан IV был вынужден отречься от престола в 1166 году. Генрих II объявил себя герцогом Бретани, и герцогство присоединилось к Анжуйской империи. Позиции Генриха II в Бретани особенно укрепились в 1181 году, когда его сын Жоффруа женился на Констанции, после чего Генрих передал ему герцогство. Начиная с герцога Жоффруа II, герцоги Бретонские приносили оммаж королю Франции (иногда перенесённому на короля Англии) за свой лен — герцогство Бретань.
Жоффруа II наследовал его сын Артур I. Когда Артуру I было шестнадцать лет, его захватил и заточил в Руане, а после убил, с помощью своей матери Элеоноры Аквитанской родной дядя, узурпатор английского престола, Иоанн Безземельный.

### Дом де Дрё
Пьер I Моклерк де Дрё был троюродным братом короля Франции Людовика VIII. Несмотря на то, что он был королевского происхождения, как представитель младшей ветви Пьер не имел больших перспектив. Но королю Франции нужен был лояльный правитель Бретани. Запутанная династическая ситуация после смерти Артура, позволила королю Франции Филипп II Августу, в 1212 году выдать наследницу Артура Аликс, дочь опекуна Артура Ги де Туара, за своего родича Пьера Моклерка де Дрё. В 1213 году Пьер был сделан герцогом Бретани.

Герб Пьера Моклерка

Ему удалось вывести Бретань из-под влияния Англии и Франции.
Через год после становления герцогом он захватил графство Пентьевр, присвоив себе титул графа в этой области. Ушёл в 1237 году в Седьмой крестовый поход, оставив преемникам крепкую герцогскую власть, а Бретани — свой родовой символ, горностая. Пьер сопровождал короля Франции Людовика IX в крестовом походе в 1249 году и был захвачен в плен 6 апреля 1250 года, будучи раненым в сражении при Мансуре. Он умер в море во время его возвращения в Западную Европу.

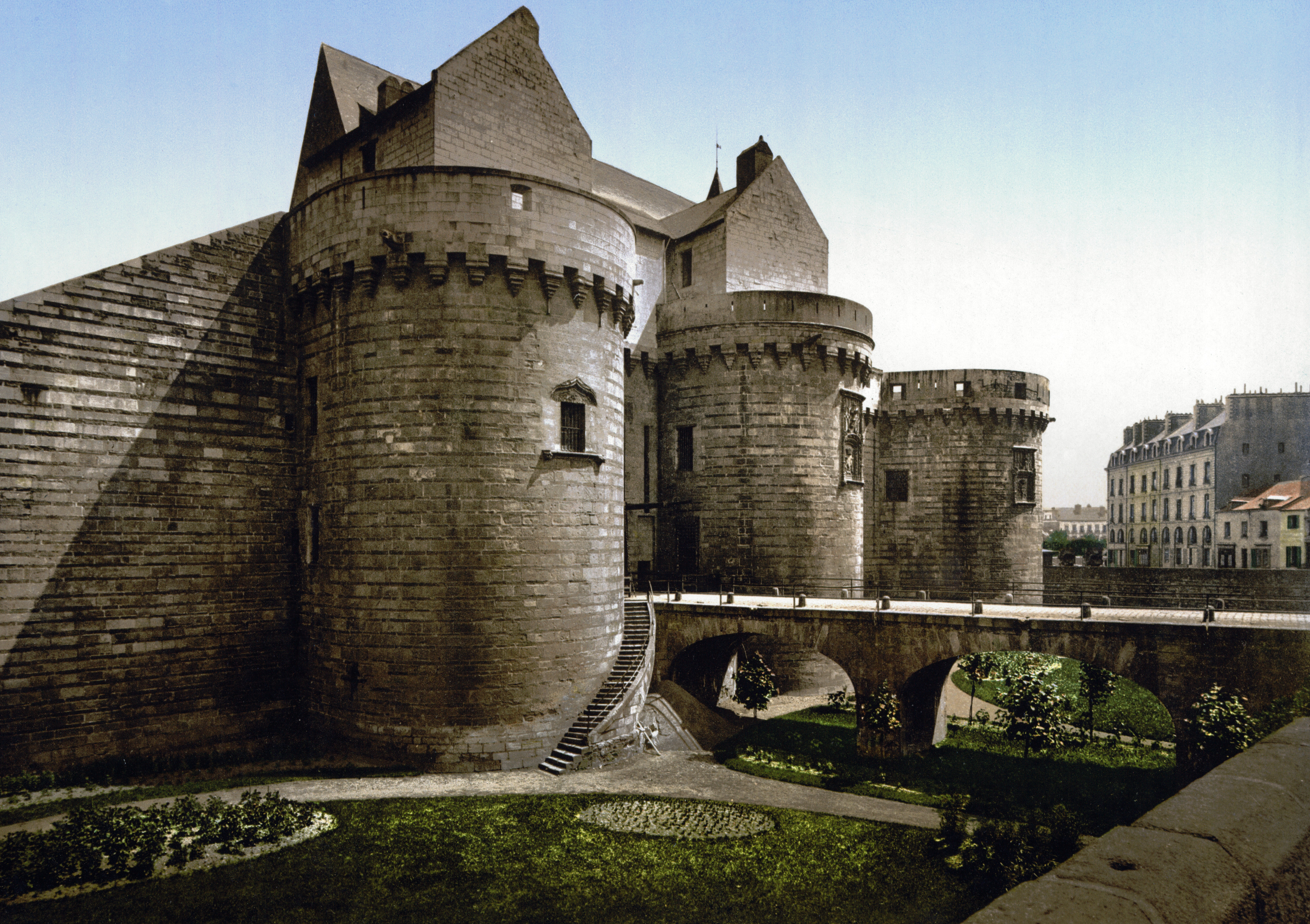
Замок бретонских герцогов. Нант

Жан I Рыжий, сын Пьера, скончался в 1286 году, передав герцогство старшему сыну Жану II. В 1297 году Жан II стал первым герцогом Бретани, который был пэром Франции. Как родственник короля Англии Эдуарда I он был назначен последним общим капитаном Аквитании и защищал эту область от армии короля Франции, которой командовал Карл Валуа. Жан II вёл только оборонительную войну, и Бретань была захвачена. В 1305 году Жан II отправился в Лион на интронизацию папы римского папы Клемента V, но, участвуя в этой церемонии, он был убит упавшей стеной.
Ему наследовал сын Артур II. Он приносил оммаж за виконтство Лимож королю Франции. В свою очередь Артур II передал Бретань своему старшему сыну Жану III Доброму, а графство Пентьевр перешло к его второму сыну Ги. Бездетный Жан III скончался в Кане 13 апреля 1341 года во время возвращения из Фландрии.

### Война за Бретонское наследство

Бретань на карте Франции 1388 г.

В 1341 году началась война за Бретонское наследство, вызванная притязаниями французского короля на герцогство Бретань. Она началась после смерти герцога Жана III, который не оставил наследников. Жанна де Пентьевр, дочь Ги де Пентьевра, брата Жана III, и Жанна Фландрская, жена герцога Жана IV, оспаривали друг у друга право наследования и, в конце концов, подтолкнули своих мужей, Жана II де Монфора и Карла де Блуа заявить свои права на герцогство. В то время Англия и Франция уже несколько лет находились в состоянии конфликта (Столетняя война началась в 1337 году). Эдуард III объявил себя королём Франции, и Жан де Монфор принес оммаж ему. А Карл де Блуа поклялся в верности своему дяде, Филиппу VI.
В 1341 году французы взяли в плен Жана де Монфора и отдали герцогство Карлу де Блуа, но в 1342 году Эдуард III высадился в Бресте. Жана де Монфора бросили в тюрьму, Жанна Фландрская сошла с ума. В 1343 году было заключено перемирие.
Status quo соблюдался вплоть до поражения французов в битве при Оре в 1364 году. Победа проанглийской партии позволила в 1365 году заключить первый Герандский договор, который сделал законным наследником Жана IV Храброго, сына Жана II де Монфора. Жан в свою очередь подписал союзный договор с Англией.

### Правление в БретаниМонфоров

Герб Жана IV де Монфор

После утверждения титула герцога Бретани, Жан IV правил спокойно, только столкнувшись с восстанием Оливье де Клиссона. Герцоги Бретани из дома де Монфор приносили оммаж королю Франции за графство Монфор-л'Амори. Жан IV скончался в 1399 году, передав титул своему сыну Жану V Мудрому. Его старший сын, Франсуа Любимый, унаследовал Бретань после смерти отца в 1442 году, но сам не оставил наследников. Он скончался через восемь лет после смерти отца, в 1450 году, и герцогом Бретани стал его младший брат Пьер II Простой.
Следующим герцогом Бретани стал сын Жана IV Артур III, коннетабль Франции. Через год, в декабре 1458 года он умер в Нанте и был похоронен в городском соборе. После его смерти наследником герцогства оказался Франциск II, сын Ричарда, графа Этампа, Манта, Бенона и Вертю. В 1488 году Франциск скончался, и герцогиней стала его малолетняя дочь Анна.

### Присоединение к Франции

Карта Франции в 1477 году

Когда началась война за Бретонское наследство, Максимилиан I, император Священной Римской империи, не упустил возможности вмешаться в этот конфликт на стороне герцогини Анны, которую обещали ему в жёны. На стороне Максимилиана и Анны выступили также Англия и Кастилия.

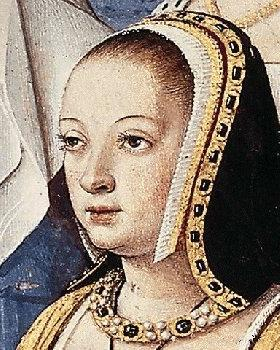
Герцогиня Анна

Ещё при жизни отца Анны Бретонской, герцога Бретани Франциска II, Максимилиан получил официальное согласие на брак. 19 декабря 1490 года в Ренне состоялся его брак по доверенности с Анной Бретонской, однако сам Максимилиан, занятый решением проблем с Венгерским королевством, в Бретань не спешил. Этим воспользовалась Анна де Божё, регентша при короле Франции Карле VIII, обручённом с малолетней дочерью Максимилиана. Не желая, чтобы Бретань досталась Максимилиану и пока он не прибыл в Бретань для завершения брака, Анна и Карл решились на поход в герцогство под предлогом, что король является сюзереном Бретани и герцогиня обязана получить у него разрешение на брак. Поход возглавил молодой король. Он захватил Ренн и потребовал от Анны стать его женой. Брак был заключён 6 декабря 1491 года в замке Ланже на Луаре, после чего Бретань вошла в состав французского королевства.
Этот брак вызвал осуждение во всей Европе. В том числе был недоволен и папа римский Иннокентий VIII, поскольку Карл не дождался разрешения на разрыв предыдущей помолвки с Маргаритой. Уязвлённый же Максимилиан обвинил Карла в бесчестности и постарался, чтобы дурная слава о французском короле распространилась повсеместно. При этом ему пришлось отказаться от войны против Франции, поскольку имперские князья отказались финансировать его личную месть. Однако Максимилиану удалось вернуть Франш-Конте, разгромив французов у Санлиса в 1493 году, но развить свой успех не смог. По Санлисскому миру Карл был вынужден признать это завоевание, кроме того Франция официально признала права Габсбургов на правление в Нидерландах.
Бретонское герцогство таким образом оказалось в личной унии с французской короной, однако, сохранила обособленность от королевского домена, Анна в качестве его правящей герцогини управляла им самостоятельно.

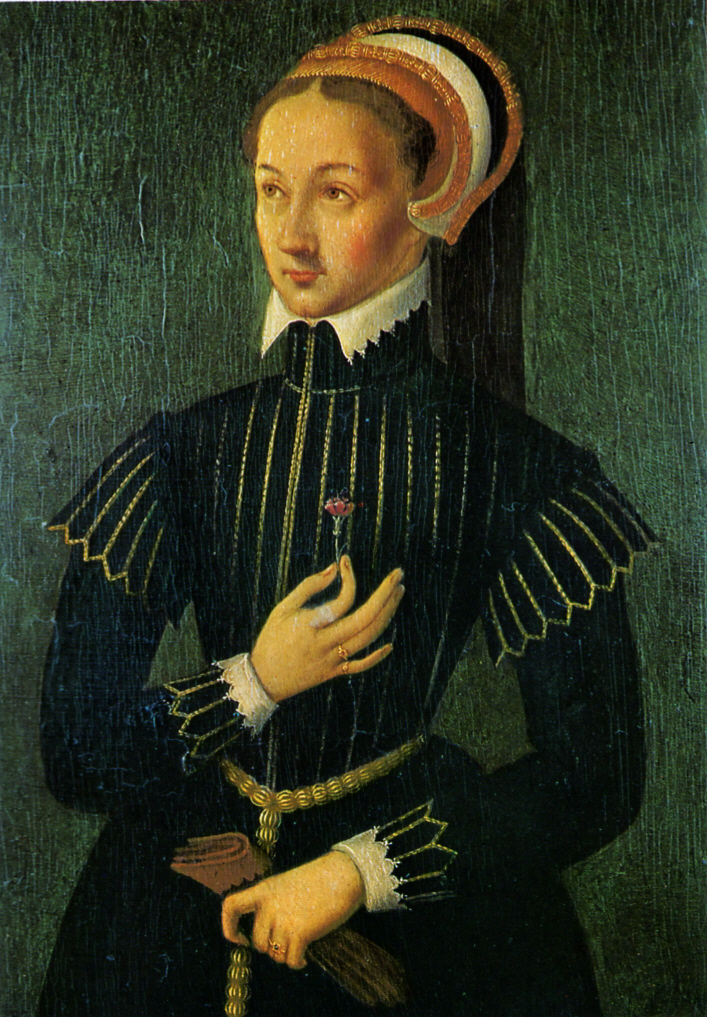
Герцогиня Клод

После смерти в 1498 году Карла VIII чтобы не допустить расторжения унии (брак Карла и Анны остался бездетным) его наследник Людовик XII также вступил в брак с овдовевшей Анной Бретонской (с первой женой Жанной, Людовик развелся с разрешения папы Александра VI). Дочь от этого брака, Клод, ставшая герцогиней Бретани после смерти Анны, была выдана замуж за двоюродного племянника Людовика XII, Францискa, графа Алансона, в 1515 году унаследовавшего французский престол под именем Франциска I, сделав его тем самым также герцогом. Франциск передал герцогство своему сыну Франциску III в 1524 году после смерти его матери Анны.
В 1532 году Франциск I, используя военную силу, добился от бретонского парламента издания акта о неразрывности унии между французской короной и герцогством Бретань. Бретань, таким образом, была фактически превращена во французскую провинцию, однако сохранила внутреннее самоуправление. В Бретани продолжал действовать сословно-представительный орган — Штаты Бретани, ведавший в том числе и вопросами налогообложения.
В 1536 году Франциск III скончался. Герцогство Бретань перешло ко второму сыну короля Франциска I Генриху II, ставшему королём Франции после смерти Франциска I в 1547 году. Титулярным герцогом Бретани был до восшествия на престол в 1559 году после смерти Генриха II его сын Франциск II.

## Феодальные владения на территории герцогства
В состав герцогства входил ряд феодальных владений, являвшихся вассалами бретонских герцогов. После присоединения Бретани к французской короне некоторые из них сами получили статус герцогства.
Графства
- Графство Корнуай (брет. Kernev)
- Графство Генгам (брет. Gwengamp)
- Графство Нант (брет. Naoned)
- Графство Поэр (лат. Poucher)
- Графство Пентьевр (брет. Penteur), позже герцогство
- Графство Ренн (брет. Roazhon)
- Графство Трегор (Трегье) (брет. Landreger)
- Графство Ванн (брет. Gwened)

Виконтства
- Виконтство Леон (брет. Leon)
- Виконтство Пороэт (брет. Pourc'hoad)
- Виконтство Роан (Роган)

Сеньории
- Сеньория Фужер
- Сеньория Витр
- Сеньория Гоэлё
- Сеньория Динан
- Сеньория Доль
- Сеньория Авогур
- Сеньория Монфор-де-Бретань

Церковные владения
- Архиепископство Доль
- Епископство Ренн
- Епископство Ванн